# アンガールズ
アンガールズは、ワタナベエンターテインメント所属のお笑いコンビ。2000年9月結成。通称「アンガ」。2人とも広島県出身。

## メンバー
田中 卓志（たなか たくし、1976年2月8日 - ）（49歳）
ツッコミ（まれにボケ）・ネタ作り担当、立ち位置は向かって右。
広島県府中市出身。広島県立世羅高等学校、広島大学工学部第四類（建築系）卒業。
身長188cm、体重60kg。体脂肪率5%（2020年時点で62kg、11.9%）。血液型B型。視力1.0。
愛称は「ミイラ」「たなぴー」「ハゲピスタチオ」「ガイコツ」「たなちゃん」。
好きな食べ物は酢豚、嫌いな食べ物はレバー。
下戸で、タバコは吸わない。2023年1月に30代の一般女性との結婚を発表した。

山根 良顕（やまね よしあき、1976年5月27日 - ）（49歳）
ボケ（まれにツッコミ）・ネタ最終確認担当、立ち位置は向かって左。
広島県広島市安佐南区出身。広島県立祇園北高等学校、広島修道大学法学部国際政治学科卒業。
身長180cm、体重53kg。体脂肪率15%（2020年時点で64kg、22.5%）。血液型O型。
愛称は「カッパ」。
好きな食べ物はラザニア、嫌いな食べ物は納豆。
酒豪でありで愛煙家。2013年に英会話教師であった一般人と結婚し、娘がいる。

## 来歴
大学時代、『ボルケーノ』（VOLCANO）と称する旅行（正確には旅行企画）インカレサークルで出会って友人となる。2000年春頃、先に田中が単身で上京、1ヶ月ほど後から山根が友達2人（1人は山根の相方で、もう1人は田中の相方）を連れて上京。山根はその友達2人と東村山市で生活を始めるも挫折、仕方なく友人の田中と同年9月頃にコンビを結成。現在のプロダクションのオーディションにて合格し、2002年1月付で正式にプロデビュー。ちなみに正式デビュー前においてプロダクション主催のライブへ出演済みのため、波田陽区やクールポコ。は後輩にあたる。コンビ名の由来は、2人ともナヨナヨしていて女っぽいため田中が『ガールズ』を考案するも、山根の反対によって否定を意味する「アン（un）」を付け加えたことから。
2004年、『爆笑問題のバク天!』内のコーナー『恐怖のバク天芸人』（『エンタの神様』に絶対出られないような珍芸人を紹介）に登場。ネタをやって1分間審査員に飽きられなければ放送という企画で初めて1分間のネタ披露をやり遂げた芸人となり、番組内で人気を得る。その後、『エンタの神様』や『バク天!』のレギュラーとして出演。
2004年、『笑いの金メダル』（初期の番組内容時）初登場で決勝進出を果たし対戦相手のダイノジと番組初の同点で引き分けとなり、結局両者とも金メダルを取った。
2004年、第2回お笑いホープ大賞受賞。
2004年10月にはニッポン放送「オールナイトニッポン2部」の特番『アンガールズのオールナイトニッポンR』を担当した。
2005年2月、『笑いの金メダルSP』で「決めポーズはプロレスラー・武藤敬司から無許可でパクった」と告白。武藤本人が登場するドッキリを仕掛けられた。
2005年5月、『金のA様×銀のA様』でカンヌ国際映画祭のレッドカーペットに立つ権利を田中が獲得した。なお山根に対しての招待状は発送されなかったため、山根はレッドカーペットの上を歩けなかった。
2005年6月7日、同じく『金のA様×銀のA様』の企画で東京シティ競馬のレース名になる権利を獲得し、『金のA様盃 アンガールズドリーム賞』が9レースで行われた（大井記念前の準メインレース）。芸能人の名前がレース名になったのは北島三郎以来であった。
2005年11月23日、カンニング竹山・いつもここからと共に『U.N.O.BAND』という企画物のユニットとしてCDデビュー。田中はギター、山根はベースを担当。
2005年、第43回ゴールデン・アロー賞放送賞（バラエティー部門）を受賞。
2006年8月26日 - 8月27日放送『24時間テレビ 「愛は地球を救う」』にて、2人でチャリティーマラソンに挑戦した。複数人での参加は1994年のダチョウ倶楽部（3人）以来12年ぶりで、芸人の参加は2003年の山田花子以来。完走を危ぶむ声が多数聞かれ「史上最弱ランナー」と下馬評は最悪だったが実際には番組終了までに余裕を以って完走、エンディングのサライも出演者と共に歌った。このため司会者などから「史上最強ランナー」と評された。
2007年、白石昌則著の『生協の白石さん』の第2弾『生協の白石さん 木洩れ日』の付録CD内で正式にアンガールズとしてCDデビュー。「木洩れ日」（作詞・作曲：白石昌則）を歌唱した。田中曰く「Mr.Children並の高音を出せないと歌えないくらいキーが高い」とされる。
2008年12月31日の第59回NHK紅白歌合戦にて羞恥心 with Paboの応援としてヘキサゴンファミリーと共に出演、「羞恥心」の一部を歌った。アンガールズ出演時が紅白の瞬間最高視聴率となる。
2009年2月10日・11日、東京都新宿区のスペース101で単独ライブ「UNGIRLS-PRO」を開催。これまでのライブタイトルは必ず故郷の広島県にちなんだ名称を用いてきたが、ファンが予想合戦を繰り広げることに嫌気が差して今回からやめた。「PRO」と称したのは、プロスポーツ選手のユニフォームなどに「プロ仕様」の意味で記されていることから（「kinugasa-PRO」など）引用している。
2013年NHKのバラエティー番組「お笑い頂上決戦 1・3・5」で優勝。
2016年、単独ライブを開いてもチケットが売れないという理由からキングオブコントにエントリーする。
2017年、キングオブコントにて決勝進出を果たし、最終成績は5位。

## エピソード
『ぴったんこカン・カン』および『ぐるぐるナインティナイン』出演時に2人が語るには、セイン・カミュに「『ungirls』という英語の文法は正しくない。『Not girls』だ」と指摘されている（それも「正確な発音で」とは田中の弁）。同じく「アン」の付くアンジャッシュとアンタッチャブルに間違われることもしばしば。企画などでもう1人メンバーが増えると、「アンアンアンガールズで〜す」とアンを3回つける（アンで否定、アンアンで肯定、アンアンアンでもう一度否定）。ただし2005年4月の『内村プロデュースSP』でゴルゴ松本（TIM）と組んだ際は、『アンゴルズ』というユニット名になっている。またコンビ名の他の候補としては『タモリス（タモリに好かれようと思って）』、『巨神兵（『風の谷のナウシカ』より）』というものがあった。また、デビューして間もない頃は『UNガールズ』としていたため、『アンガールズ』ではなく『ユーエヌガールズ』と呼ばれたことがあるらしい。そのため、現在のようにすべてカタカナ表記にしたと語っている。
2人が出会った当初は異なる大学であることやルックスが被り過ぎで何となく敬遠し合っていたが、サークルの連絡ノートに田中が自分の名前を「たくしのり」と記入していたのを山根が見て、同じ東野幸治ファンだと分かって声をかけ友人関係となる。
山根の田中に対する第一印象は「似とるやつがおるなあ」、田中の山根に対する第一印象は「気持ち悪いやつ」。
ネタ見せを無料でさせてもらえる事務所（プロダクション人力舎や浅井企画など）のオーディションを多数受け続け、今の事務所に合格した。
2人とも広島に本拠地を置くプロ野球・広島東洋カープ、Jリーグ・サンフレッチェ広島F.Cのファンであり、中国新聞にカープについてメッセージを寄せたり山根は2005年5月2日放送『関口宏の東京フレンドパークII』（TBS系列）の「ビッグチャレンジ」でサンフレッチェのグッズを希望し獲得している。
ブレイク前までは、所属事務所のスタッフ間で「ナベプロっぽくない」と良い扱いを受けていなかった。2004年に第2回お笑いホープ大賞受賞時には取材が殺到したが、事務所関係者が不在だったため急遽その場を仕切った。
ソニー・コンピュータエンタテインメントのゲームソフト『サルゲッチュ3』の中にウキナカ・ウキネと称する隠れキャラとして登場する。アンガールズになった『ピポサル』がウキネはおかっぱヘアで「ジャンガジャンガ」をする。また、『おはコロシアム』内のアニメにも登場し、声を当てている。
東海テレビ『スタイルプラス』のゲストとして不定期で出演しているが、2009年以降（2012年除く）は新年最初の放送のゲストとして出演し、最後にネタを披露していた。
2人とも雑学に強いという一面を持っており、『爆笑問題の雑学王決定戦』にて好成績を残した。また、『オールスター感謝祭』ではコンビ揃って25万円を獲得した。2006年6月29日放送の『爆笑問題の検索ちゃん』雑学王決定戦では山根が伊集院光、後藤輝基（フットボールアワー）に次ぐ3位を獲得。2007年1月8日放送の雑学王決定戦では山根は2回戦敗退、だが田中が3回戦で敗退しながらも敗者復活戦を唯一勝ち抜き、決勝まで進出。伊集院、東貴博（Take2）、品川祐（品川庄司）、小原正子（クワバタオハラ）に次ぐ5位となる。この放送で田中は「山根が調子悪ければ田中が調子を出す。アンガールズは良く出来ています」と語っている。さらに田中は『ネプリーグ』で「すべての国と首都を学生時代に暗記した」と発言。実際に出演者らからその場で国の名前を言ってもらい、それに対応する首都名を即座に答えていた。
彼らの先輩であるふかわりょうは、アンガールズのライブを見て「これは面白い」と思ったらしく彼らをテレビに出演させた。ところがアンガールズが瞬く間にブレイクして以来、ふかわは彼らをライバル視し始め「同じ髪型なのに、あっという間に抜かれた」と内村光良（ウッチャンナンチャン）に対して悔しさを露わにしていた。『爆笑問題のバク天!』などのバラエティでも2人をライバル視しているかのような節が時々見受けられるが、実際は普段から仲が良いらしくブレイク前は2人でふかわの自宅に行ったり洋服を貰ったりと世話になった。
松本人志（ダウンタウン）はエッセイの中で「今の若手芸人で一番面白いと思うのはアンガールズ。コントもよく練られている」と絶賛している。
タモリは『森田一義アワー 笑っていいとも!』で「ふたりは本当に人間がいい（性格が良い）」と語り、『タモリ倶楽部』に出演させるなど気に入っている。
関根勤は「芸風もキャラクターも唯一無二。かぶる存在がいない貴重な存在」と称賛した。単独ライブ開催の度に、必ず趣向を凝らした花を贈っている。
自ら前に出るのが苦手な彼らを、ライブで積極的に前に出したりテレビに「面白い奴らがいる」と宣伝し続けたのは、前述のふかわにいつもここからなどといった同じ事務所の先輩だったり、他事務所の爆笑問題や次長課長、アンタッチャブルなどの先輩だった。独特でクセの強すぎる芸風からかマガジンハウスの女性誌『an・an』の調査などによる「今年消える芸人ランキング」の常連であるが、2004年のブレイク以来大きく沈むこともないまま安定した活動を続けている。
スピッツのデビュー20周年シングル『群青』のミュージック・ビデオにウサギの妖精役で出演、その後スピッツの友達としてラジオで共演した。
『ウンナン極限ネタバトル! ザ・イロモネア 笑わせたら100万円』では開始当初、普段から演じているショートコントが審査員にウケず成績もイマイチだった。しかし2009年2月21日・5月14日の放送では100万円を獲得、インパルス・劇団ひとりに続いて史上3組目の2連覇を達成している。そして田中は別コーナーのロケモネアでも100万円を獲得した。
田中・山根ともに弟がいるが、2人とも福岡県内の学校で教師をしている（田中の弟は高校教師、山根の弟は中学教師）。
オールナイトニッポンのリスナーを「リトルジャンガ」と呼び、可愛がっている。

## 特徴・芸風
やしきたかじんが「栄養失調みたいな体型」と評した程の痩身で長身という2人のルックスと、どこでオチるか解らないグダグダ感を前面に出して他人から「キモい」と言われるのが売りのシュール芸が特徴（「キモカワイイ」とも言われる）。どことなく力の抜ける雰囲気から「脱力ネタ」とも呼ばれ、独特な世界観が話題を呼んだ。
キモカワイイを売りにしているが、『ロンドンハーツ』では田中が「キモ」、山根が「カワイイ」とされている。また、『クイズ!ヘキサゴンII』においては予選ペーパーテストの結果が2人とも優秀なため、司会の島田紳助から「この番組（ヘキサゴン）ではお前ら『キショかしこい』やから」と毎回のように言われている。特に山根は上位に入るケースがほとんどで、他の上位メンバーにも引けを取らないほど。
2人が30代後半となってからは「キモカワイイ」ではなく（主に田中が）「キモイ」と言われるようになり、テレビ収録ではスタジオに顔を見せただけで客席から静かな悲鳴が上がることも。そのような客に対して田中が挑発したり、逆にいじけてみせたりして笑いに持っていくパターンも多い。「キモカワイイ」から「（ただの）キモイ」に変わったのは共演した番組MCの吉本芸人達が言い出したせいだという。
ネタでは主にロング・ショートコントを行う。ショートコントはただ噛んだだけ、ただぶつかっただけなど気まずい事柄をオチとし、今までになかった手法を用いている。またロングコントは、田中が指導者や先輩役・山根が生徒や後輩役となり、山根のとぼけた言動に田中がしつこくツッコむという形式が多い。通常ではあまり使わない言い回しで片手をブラブラさせながら怒り混じりでツッコむ。山根のボケに耐え切れなくなった田中がブチギレながら終わる形式が多い。現在はコント専門だが「M-1グランプリ2003」では漫才を行ったこともある（3回戦進出）。
ネタに入る前に自己紹介とあるあるネタ（携帯電話のメール機能でセンター問い合わせが長引く、セロテープの横にホコリがいっぱいついているなど）を言って、田中が「ワアワア言うとりますけども早速コント（またはショートコント）に行きます」と発言し、山根が「コント（またはショートコント）○○」とネタのタイトルを言ってコントが始まる。初期はあるあるネタの前に寸劇も入れていたが、「どこを見ればいいのかわからない」と指摘されて以降は一切やらなくなった。
当初はコントの設定などは特にこだわっていなかったが、ある時「ダラダラする所でダラダラしてもしょうがない」とダメ出しを食らったことから、西部劇やファッションモデルなど「ダラダラしてはいけない所」という設定のコントが中心になった。
番組でトークなどをする時は田中は山根のことを苗字で呼び捨てで呼ぶが、山根は「（うちの）田中さん」と呼ぶことが多い。これは理由として田中が山根より一学年上であることによる。

## 「ジャンガジャンガ」
2人がブレイクしたきっかけでもある「ジャンガジャンガ」と呼ばれる動作は、プロレスラーの武藤敬司の『プロレスLOVEポーズ』を元にして作られたもので、ショートコント間を結ぶブリッジとして使用する。更に田中によれば「左手の甲に書いたショートコントのネタ順の一覧をカンニングするという役目も持っている」とのこと。また、アンガールズの歌う、「羞恥心」のラストもこのポーズである。
田中が屈んでその後ろに山根が重なって「はい! ジャンガジャンガ・ジャンガジャンガ・ジャンガジャンガ・ジャンガジャンガ・ジャンガジャンガ・ジャンガジャンガ・ジャ～ン♪」と両手をクロスさせて広げる、決めのアクションとなる。このアクションは、クロスする手は必ず右手が内側となるが、その方が左手の甲を見やすいからかどうかは定かではない。
クロスは1回のみで、他人がものまねで「ジャンガジャンガ」をやるとき手を複数回クロスさせることに対して格好悪いと評している。ギターを弾く人が入るはずだったが、結局入らなかったので「ジャンガジャンガ」と口で言わざるを得なくなったとのこと。
元々の由来は同じ事務所の先輩・コカドケンタロウ（現ロッチ）と当時コンビを組んでいた元吉本興業の吉良博之（当時ギャルソンズ）と4人で合同ライブでコントをした時に遡る。吉良がギターを担当していたが、後にギャルソンズが解散してギター不在となったため、ギターを口真似で「ジャンガジャンガ」と発したのが始まりとも語っている。

## 出演
単独での出演については田中卓志#現在の出演、山根良顕#出演をそれぞれ参照。レギュラーは太字。

### テレビ（現在の出演）
- ふるさと再発見 街ブラバラエティー 元就。（2010年4月25日 - 、RCCテレビ制作）
- イマナマ！（火曜レギュラー：2020年1月7日 - 、中国放送）
- となりのスゴイ家（2018年10月11日 - 、BSテレ東）

不定期出演
- アメトーーク!（テレビ朝日） ※単独で出演することもある。
- 空飛ぶ!爆チュー問題（フジテレビワンツーネクスト）

### ラジオ（現在の出演）
- アッパレやってまーす!水曜日（2017年4月12日 - 、MBSラジオ） 
  - 2015年3月30日 - 2017年4月3日：月曜パーソナリティー
- オールナイトニッポンPODCAST アンガールズのジャンピン（ニッポン放送 PODCAST STATION、2021年10月7日 - ） - 毎週木曜日配信[8] - 冠番組

### トークライブ（現在の出演）
- アンガールズ『鉄人トーク』 （2006年 - ） 毎月1回ペースで開催。

### 連載（現在の出演）
- Veryカープ! RCC広島カープモバイルサイト内『週刊アンガールズ』 （アンガールズの楽しいカープコラム）

### CM（現在の出演）
- パーソル - 浜辺美波と共演。

### テレビ（過去の出演）
- 爆笑問題のバク天!（2004年 - 2006年、TBS）
- 少女B（2005年4月 - 9月、日本テレビ）
- 先端研（2005年4月 - 12月、日本テレビ）
- ハッピーデザイン（2005年4月 - 2006年3月、BSジャパン）
- TIM神様の宿題（2005年7月 - 2009年3月19日、RCCテレビ）
- クイズ!ヘキサゴンII（2005年10月 - 2011年9月、フジテレビ） - 山根もしくは田中が単独で出演した回もあった。
- 落下女（2005年10月 - 2006年3月、日本テレビ）
- くるくるドカン〜新しい波を探して〜（2006年4月8日 - 2006年9月30日、フジテレビ）
- ツボ屋与兵衛（2006年4月15日 - 9月30日、日本テレビ）
- GOOD LOOKIN′CLUB（2006年10月7日 - 2007年9月29日、日本テレビ）
- おはスタ（テレビ東京、2006年 - 2009年は火曜担当、2009年 - 2011年3月28日は月曜担当）
- お台場お笑い道（ - 2009年9月、フジテレビワンツーネクスト）
- チャンス ドビュッシー（2008年4月 - 9月、BSジャパン）
- じゃんが×2スタジアム〜ひろしまスポーツ応援団〜（2009年4月29日 - 2010年3月17日、RCCテレビ）
- ガールズ×ガールズ（2009年11月4日 - 2010年9月29日、東海テレビ）
- バイキング（フジテレビ）
  - 2014年4月3日 - 2015年3月26日：木曜レギュラー
  - 2015年3月30日 - 2016年3月：月曜レギュラー
  - 2016年4月6日 - 2018年3月28日：水曜レギュラー[9]（ここまでコンビでの出演）
- アンガールズのオールナイトカープ ～まだ寝ちゃあいけんでえ、爆笑ネタ投げ込んじゃるけえ～（2014年11月21日、RCCテレビ）
- ゴゴスマ〜GOGO！Smile！〜（2016年2月23日 - 3月15日、CBCテレビ制作・TBSネット） コーナー「ぶらぶら写真ハンター」
- 新春!開運!瀬戸内釣り物語　カープ軍 vs Veryカープ!軍　神って爆釣!最高で〜す！SP（2017年1月1日、RCCテレビ） MC。佐々岡真司率いるカープ軍とアンガールズが釣り対決。
- 夏の推し麺2017〜麺グルメ総選挙 中四国エリア編（2017年7月17日、RCCテレビ） STU48と出演
- 瀬戸内企業応援バラエティ STU48の数に限りがございます! 〜瀬戸内の職人とコラボ商品つくっちゃいましたSP〜（2018年10月28日、RCCテレビ）進行
- それゆけ!笑い島〜過疎進む瀬戸の離島でお笑いライブ!〜（2019年7月15日、RCCテレビ）MC
  - それゆけ!笑い島 未公開SP〜過疎進む瀬戸の離島でお笑いライブ!阿多田島編〜（8月17日、RCCテレビ）MC
  - それゆけ!笑い島 未公開SP〜過疎進む瀬戸の離島でお笑いライブ!真鍋島編〜（9月14日、RCCテレビ）MC
- にじいろジーン（関西テレビ・フジテレビ制作）- 不定期出演
- 15ビョーーーン（2021年6月7日・11月1日・11月7日・12月5日・2022年1月2日、テレビ東京）- 田中はMC、山根は2回目以降ネタ見せで出演。
- 世代別 韓流ブーム総まくり!クイズ★韓ガールズ（2022年9月24日、関西テレビ）MC
- オンエア決めろ! －笑武－（2022年3月29日 - 9月27日、BSJapanext） - MC

など多数。

### ラジオ（過去の出演）
- アンガールズのオールナイトニッポンR（2004年10月29日、ニッポン放送）[要出典]
- RCC ラジオ・チャリティミュージックソン（2009年12月24日・25日、RCCラジオ）[要出典]
- 広島カープ芸人のオールナイトニッポンR（2015年4月25日、ニッポン放送）[要出典]
- アンガールズのカープ愛炸裂番組 カーティスト（2018年1月8日 - 2024年12月30日、RCCラジオ）[10]
- アンガールズのオールナイトニッポン0（2020年9月27日、ニッポン放送）[11]
- アンガールズのオールナイトニッポン（2022年1月23日、ニッポン放送）[12]
- アンガールズのオールナイトニッポンGOLD（2023年12月8日、ニッポン放送）[13]

### インターネット（過去の出演）
- ソチ五輪 勝手に日本応援団女子スキージャンプ（2014年2月11日、ニコニコ生放送）
- ソチ五輪応援団によるスキージャンプ実況（2014年2月17日、ニコニコ生放送）
- ウルトラゲームスpresents エンドレス・マリオメーカー（2018年1月22日、AbemaTV・ウルトラゲームスチャンネル）[14]

### 単独ライブ（過去の出演）
- アンガールズ単独ライブ『88』 （2004年12月14日・15日、新宿スペース107）
88とは、プロ野球・広島東洋カープの山本浩二が1989年 - 1993年の監督時代の背番号に由来する。
- アンガールズ単独ライブ『チェルニー』 （2006年1月7日・8日、新宿・紀伊国屋サザンシアター）
ライブのオープニング・舞台暗転中・エンディングの音楽を全て山根が担当。TAHITI80からの選曲で、以前から言われていた音楽通の一面を見せた。ライブタイトルの『チェルニー』は、Jリーグ・サンフレッチェ広島に1994年から1995年まで在籍したパベル・チェルニー（チェコ）に由来する。
- アンガールズ単独ライブ『アンデルセン』 （2008年3月28・29日、原宿クエストホール）
映像ネタを大宮エリーが担当。初めて舞台暗転中の映像ネタを自分達以外に任せた。また、初めて伝家の宝刀とも言えるショートコントを行なわなかった。 ライブタイトルは広島県に本社を置く製パン企業「アンデルセン」に由来。 ネタのタイトルをローマ字に直し、頭文字を並べ替えると｢アンデルセン（ANDERSEN）｣となる。「茨木すばらない話」の茨木は、ネタの中では「えばらき」であると語っている（『ブランシェ』2008年8月号より）。
- アンガールズ単独ライブ『UNGIRLS-PRO』 （2009年2月10日・11日、新宿スペース101）
- アンガールズ単独ライブ2016『〜ゴミにも息づく生命がある〜』 （2016年4月25日・26日、東京・本多劇場） - 7年ぶりの単独ライブ
- アンガールズ単独ライブ2017『俺、、、ギリギリ正常人間。』 （2017年4月20日・21日、東京・本多劇場）
- アンガールズ単独ライブ2018『びしょ濡れの犬のほうが拾いたくなる』 （2018年4月21日・22日、北沢タウンホール）
- アンガールズ単独ライブ2019『俺の個性が暴走しちゃう日』 （2019年5月5日・6日、北沢タウンホール）

### イベント（過去の出演）
- 映画『2ガンズ』トークイベント（2013年10月29日）
- 映画『大脱出』大ヒット公開記念イベント（2014年1月19日）
- 府中市市制施行60周年＆福塩線開業100周年記念団体ツアー「アンガールズと行く！上下町散策の旅」（2014年7月21日、JR府中駅(10時45分)発） - 団体臨時列車にアンガールズが同乗し車掌を務めた。
- 映画『ザ・ゲスト』ヒット祈願イベント（2014年11月3日）
- 映画『激戦 ハート・オブ・ファイト』PRイベント（2015年1月21日）
- 備後国府まつり（2015年7月23日） - 府中市ふるさと大使アンガールズがオープンカーに乗って府中市のメインストリートをパレード。
- 映画『ナイトクローラー』公開直前イベント（2015年8月17日）
- 野外ロックフェス『イナズマロックフェス 2015』（2016年9月19日、滋賀県・琵琶湖畔） 雷神ステージ
- 映画『帰ってきたMr．ダマー バカMAX！』公開直前イベント （2015年11月18日）
- 福山市市制施行100周年記念事業 第35回ふくやまマラソン（2016年2月21日、スタート会場） - 宗茂・宗猛兄弟と共に「ハーフスタート激励トーク」
- 映画『PAN 〜ネバーランド、夢のはじまり〜』Blu-ray＆DVDリリース記念 イベント試写会（2016年3月9日）
- 映画『クリーピー 偽りの隣人』公開直前イベント（2016年6月13日）
- 山陽道全線開通20周年大感謝祭 ご当地ご自慢トークショー（2017年11月18日） 湯崎広島県知事、うえむらちかと共に登壇

### 始球式（過去の出演）
- 2006年4月26日 広島東洋カープ対巨人（広島市民球場） アンガールズ
- 2013年3月24日 広島東洋カープ対福岡ソフトバンクホークス オープン戦（マツダスタジアム） 倉持明日香(当時AKB48)・アンガールズ
- 2014年3月23日 広島東洋カープ対福岡ソフトバンクホークス オープン戦（マツダスタジアム） 谷原章介・アンガールズ
- 2015年3月22日 広島東洋カープ対福岡ソフトバンクホークス オープン戦（マツダスタジアム） ポルノグラフィティ・アンガールズ
- 2018年3月25日 広島東洋カープ対福岡ソフトバンクホークス オープン戦（マツダスタジアム） アンガールズ[15]

### テレビドラマ（過去の出演）
- 駄目ナリ! 第8話「お金の重さに気付く夜」（2004年9月9日、よみうりテレビ） - 菊池兄弟 役
- お台場湾岸テレビ（2006年10月 - 12月、フジテレビ） - 12年目先輩AD：田中、新人AD：山根
- クイズ!ヘキサゴンII真夏のドラマ特別編 お台場探偵羞恥心 ヘキサゴン殺人事件（2008年8月6日、フジテレビ） - 本人役
- 天てれドラマ ミラクルシャッター 第9話・第10話・第11話（2009年6月15日・22日・29日、NHK Eテレ） 黒谷誠治 役：田中卓志、黄山直人 役：山根良顕
- レベル7（2012年5月28日、TBS・月曜ゴールデン） - 巡査 役：田中、財布を失くした男 役：山根
- 私の嫌いな探偵 第1話 第2話（2014年、テレビ朝日） - 劇中のホラー映画『殺戮の館』

### アニメ（過去の出演）
- おかっぱちゃん旅に出る 11話「沖縄で日食メガネを売る友達」（2012年、NHK Eテレ） ゲスト出演

### 映画（過去の出演）
- ノロイ（2005年、ザナドゥー） - 本人（アンガールズ）役
- かちこみ!ドラゴン・タイガー・ゲート （2006年、ギャガ） - メガネ 役（吹替）：田中、光頭星 役（吹替）：山根
- 日が暮れても彼女と歩いてた（2007年、エス・エス・エム） - ヒロ 役：田中、マー君 役：山根
- 僕らのワンダフルデイズ（2009年、角川映画） - 雄太 役：田中、雄太の友人 役：山根
- 劇場版 怪談レストラン（2010年、東映） - 解剖模型 役：田中、占いカラス 役：山根
- 仮面ライダーフォーゼ THE MOVIE みんなで宇宙キターッ!（2012年、東映） - 大杉忠太 役：田中、小松種夫 役：山根
- ラジオの恋（2012年、TimeRiver Pictures、主演：横山雄二）
- 仮面ライダー×仮面ライダー ウィザード&フォーゼ MOVIE大戦アルティメイタム（2012年、東映） - 大杉忠太 役：田中
- おしい！広島県観光PRドラマ『おしい！広島県 THE MOVIE2』（2013年、広島県、インターネットで公開） - 広島県観光課職員 役：田中、ヒバゴン 役：山根[16]
- 仮面ライダー平成ジェネレーションズ FINAL ビルド&エグゼイドwithレジェンドライダー（2017年、東映） - 大杉忠太 役：田中

### ミュージック・ビデオ（過去の出演）
- スピッツ「群青」（2007年、監督：大宮エリー）　スピッツDVD「ソラトビデオCOMPLETE 1991-2011」DISC2に収録。

### 広告（過去の出演）
- 小学館『少年サンデー』（2004年8月）
- 都市再生機構『UR賃貸住宅』 （2005年3月 - ）
- UHA味覚糖『イッショCケア』『ぷっちょ』（2005年3月 - ）
- 東芝EMI『LOVE for NANA〜Only 1 Tribute〜』（2005年3月） - ナレーション
- ボーダフォン 日本法人（現・ソフトバンクモバイル）（2005年4月 - ）
- ライオン『バルサン』（2005年4月 - ）
- ソニー・コンピュータエンタテインメント『サルゲッチュ3』（2005年6月25日 - ）
- ソニー・コンピュータエンタテインメント『ピポサルアカデミーア2』
- 資生堂『uno』（2005年）
- JRグループ『ええじゃん広島県ディスティネーションキャンペーン』車内広告 （2005年10月25日 - 終了?）
- 産経新聞『体脂ボール』（声の出演、2006年6月 - ）
- Dr.スランプDVD-BOX発売記念CM（2006年）
- ガスト 牡蠣フェア（2012年、2013年） - 声の出演（広島産牡蠣三兄弟：田中、山根、マサ ナカジマ）
- ガスト 南イタリアフェア（2013年）
- ACジャパン - 日本心臓財団（2018年9月 - ）- 声の出演（田中）[17]
- アルバイト求人情報サービス「an」『バイトデビューは「an」があんじゃん！どーもー、anガールズです』篇（2018年10月）[18][19]

### 連載（過去の出演）
- CANDy（白泉社）
- Zipper（祥伝社）「アンガールズのパリコレモデルへの道」
- サンケイスポーツ（東京版）毎週木曜日 「アンガールズの全然違うよ!」
- 流行通信（インファスパブリケーションズ社）「アンガールズの社会見学」
- MEN'S NON-NO（集英社）「アンガールズのあらっ! モード」

## 著書
- CARP NOTE（2007年5月、ザメディアジョン） ISBN 9784862500366

## DVD
- アンガールズ 『ナタリー』（2004年発売 発売元キングレコード株式会社　TDBT-0094） 発売5か月で3万枚リリースを突破。ちなみに『ナタリー』とは、かつて広島県廿日市市に存在した遊園地『ヒロシマナタリー』に由来する。
- アンガールズ単独ライブ『88』（2004年12月 新宿スペース107公演 を収録2005年発売 発売元キングレコード株式会社　TDBT-0103）
- WEL爆笑JAPANツアー2005 （2005年発売 発売元キングレコード株式会社　VIBY-5017）
- アンガールズ単独ライブ『チェルニー』（2006年　初回盤TDBT-90126　通常盤TDBT-0126） 2006年1月7日・8日 新宿・紀伊国屋サザンシアター公演 を収録
- アンガールズのサイン集めの旅 〜広島東洋カープ編〜（2006年　VIBZ-5002） 中国放送 (RCCテレビ) で放送された『TIM神様の宿題』の『アンガールズのサイン集めの旅』コーナーのDVD。
- アンガールズ単独ライブ『アンデルセン』（2008年7月9日発売 発売元ビクターエンタテイメント株式会社　VIBZ-5078） 2008年3月28・29日 原宿クエストホール公演 を収録。
- アンガールズ単独ライブ『UNGIRLS-PRO』（2009年　ANSB-55009） 2009年2月10日・11日 新宿スペース101公演 を収録。
- 卒業設計日本一決定戦 せんだいデザインリーグ（2008年 - ）
  - 卒業設計日本一決定戦 せんだいデザインリーグ2008 未来の街は僕らが創る（2008年）
  - 卒業設計日本一決定戦 せんだいデザインリーグ2008&2009（2009年）（※2009年はアンジャッシュがゲスト出演）
  - せんだいデザインリーグ2010 卒業設計日本一決定戦 発見!僕らの未来建築（2010年）
  - せんだいデザインリーグ2011 卒業設計日本一決定戦 動け!僕らの未来都市（2011年）
  - せんだいデザインリーグ2012 卒業設計日本一決定戦 僕らが描く未来の街（2012年）
  - せんだいデザインリーグ 卒業設計日本一決定戦2008-2012 DVDBOX（2012年）（※2009年はアンジャッシュがゲスト出演）
  - せんだいデザインリーグ2013 卒業設計日本一決定戦 描け!僕らの未来地図（2013年）
  - せんだいデザインリーグ2014 卒業設計日本一決定戦 未来を創る僕らの建築（2014年）
  - せんだいデザインリーグ2015 卒業設計日本一決定戦 創れ!僕らの未来都市（2015年）
  - せんだいデザインリーグ2016 卒業設計日本一決定戦 冒険! 僕らの未来建築（2016年）
- アンガールズ単独ライブ2016『〜ゴミにも息づく生命がある〜』（2016年7月27日　ANSB-55219）
- アンガールズ単独ライブ2017『俺、、、ギリギリ正常人間。』（2017年7月26日　SSBX-2615）
- ベストネタシリーズ アンガールズ（2017年9月27日　SSBX-2623）
- アンガールズ単独ライブ『びしょ濡れの犬のほうが拾いたくなる』（2018年7月25日　SSBX-2644）[20]
- アンガールズ単独ライブ『俺の個性が暴走しちゃう日』（2019年7月31日 SSBX-2664）
- アンガールズ単独ライブ『彌猴桃は7304日後に』（2020年12月23日）

## 大使など
- 瀬戸内しまのわ2014応援隊長（2014年） - 友近（愛媛県松山市出身）と共に務めた[21]。
- 府中市市制施行60周年記念大使（2014年 - 2015年）[22]
- 福塩線開業100周年記念 一日駅長（JR府中駅一日駅長）（2014年7月21日）[23][24][25]
- 広島県 泣ける！○○認定課 認定課長（初代）（2014年8月12日就任）[26]
- 府中市ふるさと大使（2015年4月24日就任[27][28]。2024年12月、市の財政改革のためふるさと大使の委嘱を取りやめる方針が示されたが[29]、2025年2月、アンガールズが無償で大使を引き受けることを了承し、委嘱が継続されることとなった[30]。）
- 広島県主催 みんなでおせっかい「こいのわ」PROJECT HIROSHIMA イメージキャラクター（2015年6月就任） - 田中[31]
- らあめん花月嵐「尾道ラーメン彩海AYAKA」PR大使（2015年12月 - 2016年2月） - 山根[32]
- 新！広島みやげ委員会（2016年） - 北別府学、東ちづるらと共に委員を務める[33]。
- 広島大学アンバサダー（2016年5月31日就任） - 田中[34]
- イベント「キモい展」イメージキャラクター（2017年6月8日 - 7月9日、東京ソラマチ スペース634 / 2017年7月15日 - 8月31日、京セラドーム大阪 9階スカイホール） - 田中[35][36]
- RCC開局65年記念 Veryカープ!王 決定戦 2017 大会実行副委員長（2017年）[37]
- カンパイ!広島県 牡蠣ングダム 広報大臣（2017年10月3日就任）[38][39]